# Streptoglossa
Streptoglossa é um género botânico pertencente à família Asteraceae. É endémico para a Austrália. As plantas do género Streptoglossa são ervas ou arbustos aromáticos com folhas simples, flores compostos com 15 a mais de 100 floretes férteis, as fêmeas exteriores femininas e os floretos do disco bissexuais.
1. ↑  «Streptoglossa — World Flora Online». www.worldfloraonline.org. Consultado em 19 de agosto de 2020
2. ↑  «Streptoglossa Steetz». Flora of Australia